# 下魯德尼亞
51°33′26″N 28°36′39″E / 51.55722°N 28.61083°E
下魯德尼亞（烏克蘭語：Нижня Рудня），是烏克蘭北部的村莊，隸屬日托米爾州的科羅斯滕區。該村面積0.34平方公里，海拔高度146米，2001年人口88，人口密度每平方公里260.36人。